# Cecil Scott
Pour les articles homonymes, voir Scott.
Xavier « Cecil » Scott est un clarinettiste et saxophoniste de jazz américain, né à Springfield dans l'Ohio en 1905 et mort à New York en 1964.

## Discographie
Enregistrements :
- High Society (à la clarinette, avec Clarence Williams, 1933)
- Dinah Lou (au ténor, avec Henry Allen, 1935)